# Peruíbe
Peruíbe là một đô thị ở bang São Paulo, Brasil. Dân số năm 2006 ước tính 65.256 người, diện tích 326 km², với mật độ dân số là 175,48 người/km². 

## Thông tin nhân khẩu
Dados do Censo - 2000
Tổng dân số: 51.451
- Thành thị: 50.370
- Nông thôn: 1.081
- Nam giới: 25.629
- Nữ giới: 25.822

Mật độ dân số (người/km²): 160,28
Tỷ lệ tử vong trẻ sơ sinh dưới 1 tuổi (trên một triệu người): 18,95
Tuổi thọ bình quân (tuổi): 69,65
Tỷ lệ sinh (số trẻ trên mỗi bà mẹ): 2,75
Tỷ lệ biết đọc biết viết: 91,38%
Chỉ số phát triển con người (HDI-M): 0,783

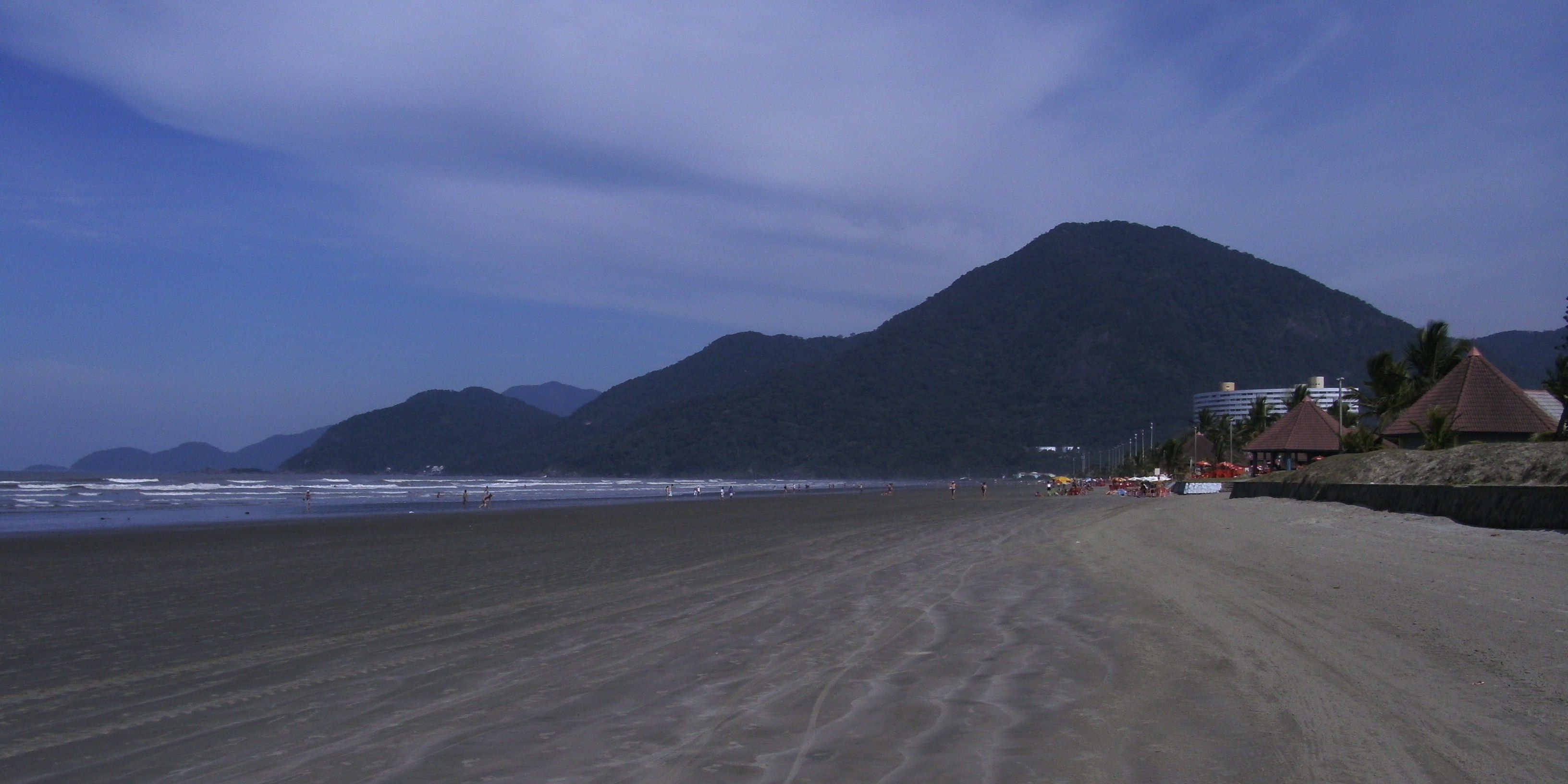
Praia de Peruíbe

- Chỉ số phát triển con người - Thu nhập: 0,731
- Chỉ số phát triển con người - Tuổi thọ: 0,744
- Chỉ số phát triển con người - Giáo dục: 0,873

(Nguồn: IPEADATA)

### Sông ngòi
- Rio Preto
- Sông Itariri
- Oceano Atlântico